# Маккензи, Александр Кэмпбелл
Александр Кэмпбелл Маккензи (англ. Sir Alexander Campbell Mackenzie; 22 августа 1847, Эдинбург — 28 апреля 1935, Лондон) — британский композитор, дирижёр, музыкальный педагог. Считается, что он, вместе с Хьюбертом Пэрри и Чарльзом Стэнфордом, обусловил ренессанс британской музыки в 90-е годы XIX века.

## Биография
Музыкант в четвёртом поколении. Учился в Германии в Зондерсхаузене, сперва частным образом у Августа Бартеля, затем в 1857—1861 гг. в консерватории у Эдуарда Штайна; в этот период начал играть в придворном оркестре на скрипке. В 1862 г., вернувшись в Великобританию, поступил в Королевскую академию музыки в класс скрипки Проспера Сентона, у которого учился ещё его отец. В 1865 г., завершив образование, вернулся в Эдинбург, где много работал как педагог (в колледжах и частным образом), играл на скрипке в местных оркестрах и начал выступать как дирижёр, в том числе на музыкальном фестивале в Бирмингеме, где познакомился и сдружился с Гансом фон Бюловом; исполнение Бюловом увертюры Маккензи «Сервантес» (1879, после более ранней премьеры в Зондерсхаузене с Максом Эрдмансдёрфером) стало первым заметным событием в композиторской карьере шотландского музыканта.
Бо́льшую часть 1880-х годов Маккензи провёл во Флоренции, где меценатская поддержка, полученная благодаря протекции ученика Бюлова Джузеппе Буонамичи, позволила ему полностью посвятить себя композиции. К этому периоду относятся важнейшие сочинения Маккензи: оперы «Коломба» (1883) и «Трубадур» (1886), обе на либретто Фрэнсиса Хюффера, скрипичный концерт, впервые исполненный в 1885 году Пабло Сарасате, кантаты «Ясон» (1881), «Невеста» (англ. The bride; 1882), «История Саида» (англ. The story of Sayid; 1886), оратория «Саронская роза» (англ. The rose of Sharon, по мотивам Песни песней, 1884). Успех ряда композиций Маккензи вызвал приглашение возглавить Королевскую академию музыки, поступившее в конце 1887 года, и с начала следующего года до 1924 г. Маккензи стоял во главе важнейшего музыкального учебного заведения Великобритании, многое сделав для повышения его уровня, хотя в поздние годы позиция Маккензи оказалась весьма консервативной.
В консерваторские годы Маккензи имел довольно мало времени для композиторской работы. Впрочем, в 1903 году он совершил поездку в Канаду, благодаря которой появилась Канадская рапсодия для оркестра (1904), к 1897 году относится Шотландский концерт для фортепиано с оркестром, в том же году была поставлена комическая опера «Его величество» (англ. His Majesty), которая, однако, не принесла композитору успеха. На протяжении 1890-х гг. Маккензи также много выступал как дирижёр, осуществив ряд британских премьер, в том числе симфоний Александра Бородина и Петра Чайковского. К позднему периоду жизни Маккензи относятся его книги о Джузеппе Верди (1913) и Ференце Листе (1920), а также мемуары «История одного музыканта» (англ. A Musician's Narrative; 1927).